# 17611 Jožkakubík
(17611) Jožkakubík, denumire internațională (17611) Jozkakubik, este un asteroid din centura principală de asteroizi.

## Descriere
17611 Jožkakubík este un asteroid din centura principală de asteroizi. A fost descoperit pe 24 octombrie 1995 la Observatorul Kleť par l'Observatorul Kleť. Asteroidul prezintă o orbită caracterizată de o semiaxă mare de 2,99 ua, o excentricitate de 0,05 și o înclinație de 10,6° în raport cu ecliptica.